# Jeong Sun-won
Jeong Sun-won (ur. 12 października 1973) – południowokoreański zapaśnik w stylu wolnym. Olimpijczyk z Atlanty 1996, gdzie zajął piąte miejsce w kategorii 48 kg.
Trzykrotny uczestnik mistrzostw świata. Zdobył srebrny medal w 1994.
Czwarty na igrzyskach azjatyckich w 1998. Najlepszy na mistrzostwach Azji w 1995. Brązowy medalista uniwersyteckich mistrzostw świata w 
1996 roku.